# Japanse sommen

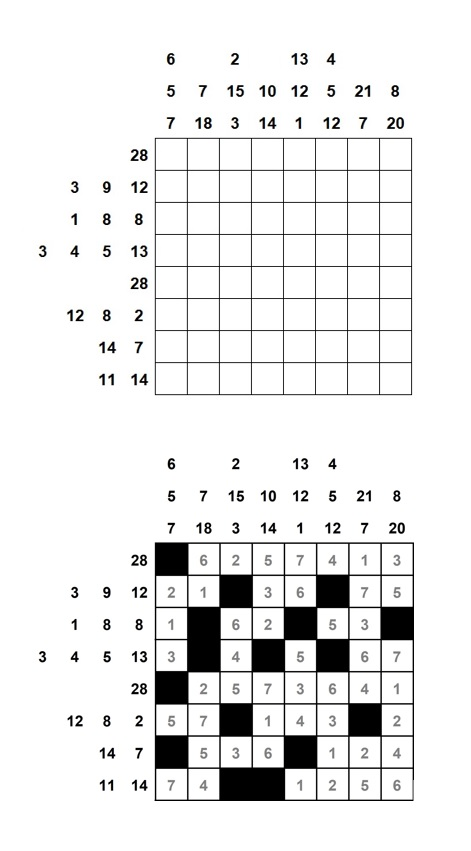
Japanse sommen met bijbehorende oplossing

Japanse sommen zijn een vorm van een logische puzzel.
Japanse sommen behoren tot de kruissompuzzels. De puzzelaar moet zelf de zwarte vakjes invullen. Dat maakt de puzzelsoort anders dan bij kakuro.

## Spelregels
Japanse sommen worden gemaakt op een vierkant diagram. In het begin is het diagram helemaal leeg. Links en boven elke rij en kolom staan de uitkomsten van de optellingen. Het diagram dient te worden gevuld met getallen zodat voldaan wordt aan de volgende voorwaarden:
- Elk cijfer kan slechts eenmaal in elke kolom of rij voorkomen.
- De uitkomsten van de horizontale optellingen van elke rij staan in de juiste volgorde links van de kantlijn.
- De antwoorden in het diagram worden gescheiden door zwarte vakjes.
- De uitkomsten van de verticale optellingen staan in de juiste volgorde boven elke kolom.
- In elk oplossingsvakje kan slechts 1 cijfer staan.